# Homivka, Svatove
Homivka (în ucraineană Хомівка) este un sat în comuna Honcearivka din raionul Svatove, regiunea Luhansk, Ucraina.

## Demografie
Componența lingvistică a localității Homivka
     Ucraineană (91,76%)
     Rusă (7,18%)
Conform recensământului din 2001, majoritatea populației localității Homivka era vorbitoare de ucraineană (91,76%), existând în minoritate și vorbitori de rusă (7,18%) și armeană (1,07%).